# Accidentul rutier de la Morenii Noi
Accidentul rutier de la Morenii Noi a avut loc pe data de 9 august 2012 în apropierea localității Morenii Noi, raionul Ungheni.
Accidentul s-a produs aproximativ la ora 07:50. Autocarul de marca Mercedes-Benz 309D, care circula pe ruta Morenii Noi – Ungheni, nu a virat la timp în curbă și a continuat deplasarea înainte, ieșind de pe traseu și derapând într-o prăpastie. 
Primele examinări ale locului accidentului au demonstrat că pe carosabil nu au existat urme lăsate de pneuri în urma frânării. Astfel, că ipoteza principală, care ar sta la baza acestui accident grav, este că frânele unității de transport au cedat.
Accidentul s-a soldat cu 11 decese (inclusiv primarul localității).